# Pardosa martensi
Pardosa martensi là một loài nhện trong họ Lycosidae.
Loài này thuộc chi Pardosa. Pardosa martensi được Jan Buchar miêu tả năm 1978.